# Робітниче селище (фільм)
«Робітниче селище» (рос. «Рабочий поселок») — російський радянський художній двосерійний фільм 1965 року про повоєнного життя. Знятий на кіностудії «Ленфільм» режисером Володимиром Венгеровим за сценарієм В. Ф. Панової.

## Сюжет
Леонід Плещеєв повернувся додому з війни сліпим. Мимоволі солдат став утриманцем. Коли він напивався, темрява не так мучила колишнього героя-фронтовика. Але одного разу друзі Леоніда, залишивши в стороні жадібність, допомогли йому повернутися до повнокровного життя.
Фільм ілюструє життя простого населення у важкі повоєнні роки. Тут присутні в основному барви не радісного, повного надій на швидке загальне щастя, побуту людей, а звичайного тяжкого трудового життя, часом трагічного внаслідок війни. 

Героїня, як і багато інших людей, повертається з малолітнім сином у своє селище, що являє собою швидше попелище. Робити нема чого, доводиться відбудовуватися заново. У деяких повертаються чоловіки та рідні додому. Так повертається і Леонід, що втратив зір на війні. Але Леонід — це зрілий чоловік, чесно пройшов війну і потерпілий за батьківщину, його душа хоче будь-якого відпочинку і щастя і не може перемикнутися на турботи трудового життя. Він може спокійно випити з друзями на останні продовольчі картки, анітрохи не турбуючись про їжу родини. «Нічого, скажеш, що втратила, там що-небудь придумають» — говорить він дружині.

## У ролях
- Олег Борисов — Леонід Плещеєв
- Людмила Гурченко — Марія, дружина Леоніда
- Микола Симонов — Сотников
- Тетяна Дороніна — Поліна
- Віктор Авдюшко — Гриша
- Любов Соколова — Капустіна
- Станіслав Соколов — Льоня в юності

## Нагороди
Приз міжнародного кінофестивалю у Києві в 1966 році.